# Modicogryllus jagoi
Modicogryllus jagoi is een rechtvleugelig insect uit de familie krekels (Gryllidae). De wetenschappelijke naam van deze soort is voor het eerst geldig gepubliceerd in 1984 door Otte & Cade.